# Oczepiny

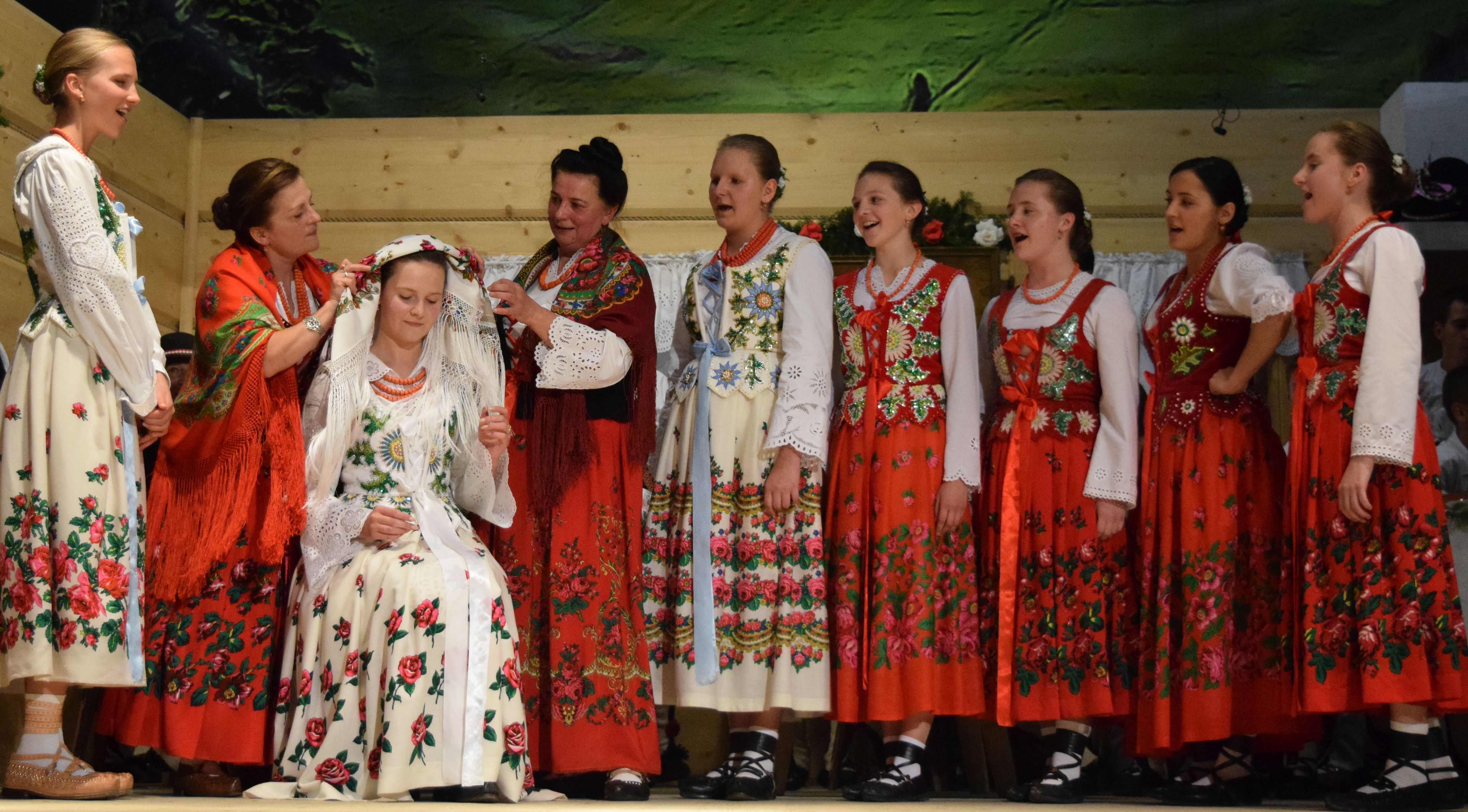
"La boda de los montañeses", representación en la Casa del Pueblo de Bukowina Tatrzańska: el tocado de la novia

Oczepiny (también llamado przedbabiny, czepienie, czepiny) es un antiguo ritual nupcial conocido en la mayoría de los pueblos eslavos, que consiste en un paso simbólico del estado de doncella al de casada. El nombre czepiny procede de la palabra czepiec, una cofia que llevaban las mujeres casadas en lugar de una corona de flores.
En la tradición polaca la ceremonia se celebra a medianoche en una habitación adyacente a una casa rural. Los invitados cantan la canción nupcial más antigua: Ay, lúpulo, lúpulo... Después, las damas de honor quitan la corona de flores de la cabeza de la novia y le cortan la trenza o el pelo. Las mujeres mayores casadas le ponen una cofia de lino blanco y con bordados particularmente elaborados, que suele ser un regalo de la madrina. El hermano de la novia o el padrino de boda de mayor edad se lo entregan a la madrina  que a menudo tiene doble papel de la casamentera. La cofia santiguada con el signo de la cruz, es colocada en la cabeza de la novia y se convierte en un atributo del matrimonio.
A veces, uno de los padrinos le pone un sombrero de hombre en la cabeza en lugar de una cofia. La novia corre alrededor de la mesa de las mujeres casadas que quieren cambiarle su velo en una cofia. Normalmente, goza de defenderse sola o con ‘ayuda’ de los hombres casados.
Hoy en día, en Polonia, el vestigio del ritual es la costumbre de donar dinero “para la cofia de boda”, que se practica en los campos en algunas regiones.

## Historia del rito
Los etnógrafos describen oczepiny no sólo como una parte simbólica de la boda, sino también como un evento importante en la vida de la novia a quién le permite comprender el cambio que se avecina en su vida. La muestra de esta toma de conciencia es que durante el ritual, la novia llora añorando su doncellez y temiendo lo que le espera durante su matrimonio.
Oczepiny suele celebrarse a altas horas de la noche. Las mujeres casadas llevan a la novia a otra habitación, la sientan en un banco, taburete o arcón y le quitan su corona de flores. Es una especie de iniciación al matrimonio.
La ceremonia suele comenzar con un discurso de la madrina de la boda que, en nombre de todas las esposas reunidas envía saludos a la novia, mientras que  las damas de honor reunidas en torno a ella cantan:
| Oj ino dziś, ino dziś We wianecku chodzisz. | Ay, ya solo hoy, ya solo hoy, llevas una corona de flores. |

Al oír esto, la novia pregunta:
| Oj czemuż to czemuż Moga jeszcze i jutro | Ay, por qué no puedo aún mañana |

Y las damas de honor contestan:
| Oj nie możesz, nie możesz Wisi czepiec w komorze. | Ay, no puedes, no puedes, tu cofia colgada en la alacena. |

La mayoría de los cantos de oczepiny están llenos de tristeza y melancolía. Hay que recordar que las muchachas solían casarse sin amor, y sus pretendientes eran elegidos por sus padres. Es por tanto comprensible que muchas canciones populares representan la imagen de una chica llorando junto a un arroyo, negándose a cortarse el pelo, que, junto con la corona de flores, es una manifestación de su condición de doncella.
La imagen de una joven sentada junto al río, peinándose entre lágrimas, es una señal de la pérdida de la corona de flores, símbolo de su virginidad, o bien una señal de que la novia está a punto de partirla. Originalmente, oczepiny tenía lugar después de que la novia se trasladara a la casa de su marido. Tradicionalmente, oczepiny se celebraba en una cámara y la novia debía huir resistiéndose a la ceremonia. El padrino fue el encargado de encontrarla y conducirla a la cámara. La ceremonia es dirigida por la madrina, en polaco llamada swaszka, junto con las amas de casa mayores.
La novia se siente en un cuenco puesto al revés, a veces se le pone un abrigo de piel de oveja con el pelo recogido (símbolo de la fertilidad). La novia se quita la corona de flores y se pone un czepiec y un velo. A partir de ese momento se convierte en una ama de casa. Desde principios del siglo XX, la ceremonia no se celebra en una alacena, sino en una sala con la participación de todos los invitados a la boda. Después de la ceremonia, la joven casada tenía que bailar un baile especial con su madrina de la boda, las damas de honor y el novio llamado wywodni. Durante el baile la novia suele cojear. La ceremonia está acompañada de muchas canciones de boda ceremoniales, a veces de carácter humorístico.
| Kasiuniu, Kasiuniu, policz dziurki w dachu, Tyle będziesz miała w pierwszą nockę strachu. Jak cię będą czepić spojrzyj do powały, Żeby twoje dzieci czarne oczy miały. (fragment) | Katarina, Katarina, cuenta los agujeros en el techo, Tendrás mucho miedo tu primera noche. Cuando te pongan una cofia, mira hacia el techo, Así que tus hijos tendrán ojos negros. (fragmento) |

Otro ejemplo de una canción antes popular, cantada por las damas de honor y a veces incluso por todos invitados a la boda, es el siguiente texto. Hoy es casi olvidado:
| Jeszcześ jest panienką, jeszcześ jest bez troski, póki ci czapeczka, póki ci czapeczka na czoło nie dadzom. Bo jak ci go dadzom włosy poswijajom, już ci tak nie będzie, chociaż ci zagrają | Aún eres una doncella, aún sin angustias, hasta cuando te pongan la cofia en tu frente. Cuando te lo pongan escondiendo tu pelo, ya no serás así aun toquen para ti. |

En nombre de la novia, las damas de honor cantaban ocasionalmente:
| Kajście to wy druhny były, kiej mie baby czepiły, wioneczek mi wzięły, czepeczek mi dały | ¿Dónde estabais las damas de honor? Cuando las mujeres me llevaron Se llevaron mi coronita de flores Me dieron una cofia. |

Después del ritual, las mujeres conducen a la novia a la cámara nupcial y comienza el llamado baile de las mujeres. Antes de todo, tienen que asegurarse de que cada una de ellas baile con la novia. Mientras la novia baila, otras mujeres cantan. El tema de las canciones sigue siendo principalmente la retirada de la corona de flores y el inicio del matrimonio. Abundan los motivos ya mencionados: la novia se queja al verse obligada a quitarse la corona de flores, ponerse la cofia y a amar a un hombre que  otros han elegido para ella. Sin embargo, estas canciones ya eran de carácter humorístico.
Un ejemplo de este tipo de canciones es el siguiente fragmento, procedente de la región de Silesia y cantado generalmente por hombres:
| Przypatrzcie się wszyscy ludzie, W wianku była, w czepcu idzie, Pięknie jej było w wioneczku Jeszcze piękniej jest w czepeczku. | Miren todos ustedes llevaba una corona de flores, ahora lleva una cofia. Estaba preciosa con su corona Está aún más guapa con su cofia. |

En la región de Gliwice se bailaba una danza llamada Kalym. El nombre probablemente proviene de Turquía, y la propia danza es una especie de relicto de la compra de novias. Durante el baile, después del oczepiny, tres mujeres circulan entre los invitados y distribuyen vino y kołacz, que es un tipo de pan dulce, y también recaudan donativos para la cofia. Las mujeres se acercan a los invitados y a cada uno le piden por su nombre un donativo, con las siguientes palabras:
| Z zielonej pszeniczki Wyrywomy osty, Nie będzie czepeczka, Bez datku starosty. | De trigito verde Arrancamos los cardos No habrá cofia, sin una donación de starosta. |

Todos los invitados cantan el siguiente estribillo:
| Dejcie, dejcie, nie żałujcie, Młodej pani na czepeczek podarujcie, Zielony Rozmaryjon, Naszych chłopców kusi, Każdy dobry drużba Na czepiec dać musi, Dejcie, dejcie, nie żałujcie. | Venga, dad y no lo sentid, Dadle a la novia para la cofia, Romero verde, A nuestros chicos tenta, Todo buen padrino, Debe dar dinero para la cofia, Venga, dad y no lo sentid. |

La última estrofa de la canción, junto con la invitación a hacer un donativo, iba dirigida al novio que tenía que dar el mayor donativo para poder llevarse a su mujer. Le ofrecía una copa de vino, y luego una copa a cada una de las mujeres. En el pasado, este era el momento final de oczepiny.
Los testigos de mayor edad recuerdan la forma prevaleciente de la ceremonia nupcial en el periodo anterior a la Primera Guerra Mundial. En aquellos tiempos, la novia tenía que llevar la cofia en la cabeza hasta el final de la fiesta de boda. La costumbre mandaba que las mujeres casadas lo llevaran en todo momento.
Tras oczepiny, ya sea realizado de forma clásica o simplificada, la fiesta se reinicia y suele durar hasta la mañana. Al final de la fiesta se suele cantar:
| Nie pódymy do dom, aż rano, aż rano, aże bydzie świtało. Nie pódymy do dom, aż bydzie dziyń. | No nos vamos a casa, hasta la mañana, hasta la mañana, hasta que amanezca. No nos vamos a casa, hasta que sea de día. |

## Oczepiny de hoy día
Actualmente, el ritual de oczepiny, incluso en forma de diversión, está desapareciendo. Asimismo, el fenómeno cultural más común es que después de la medianoche la novia se vista con un vestido diferente.
Hoy en día, oczepiny no es uno de los pilares fundamentales del entretenimiento de la boda. Los juegos que tienen lugar en el transcurso de la boda son de carácter humorístico.
Cerca de la medianoche, se suele celebrar que la novia se quite el velo y el novio se desprende de su corbata o pajarita.
Durante oczepiny moderno se prepara, entre otras cosas, un centenar de globos. En dos de ellos se colocan tarjetas con la inscripción "Novio" y "Novia". Gana quien lo encuentre pinchando los globos con una aguja.
La celebración de oczepiny moderno se desarrolla habitualmente en torno a algunos juegos populares: lanzar el velo y la corbata, juegos de palabras, ¿quién de los dos?, el juego de la silla, entre otros.